# 丘萨斯克拉法尼
丘萨斯克拉法尼（義大利語：Chiusa Sclafani），是意大利西西里大区巴勒莫广域市的一个市镇。总面积57平方公里，人口3021人，人口密度53.0人/平方公里（2009年）。ISTAT代码为082029。